# Slaget vid Abukir (1799)
Slaget vid Abukir 25 juli 1799 var ett fältslag under det franska egyptiska fälttåget 1798–1801 under franska revolutionskrigen. Slaget blev en avgörande fransk seger där Napoleon Bonapartes armé besegrade den osmanska truppstyrka som sultan Selim III hade sänt för att driva bort Napoleon från Egypten.

## Bakgrund
Osmanska trupper som transporterats av Sidney Smiths brittiska flotta landsteg vid Abukir för att därifrån göra ett försök att återta Egypten från fransmännen. Den osmanske befälhavaren Mustafa Pasha var en erfaren krigare som deltagit i kriget mot Ryssland, och medveten om kavalleriets ineffektivitet mot de franska fyrkanterna valde han istället att defensivt bygga en dubbel rad befästningar på halvön vid Abukir. Bonaparte såg genast svagheten i den osmanska positionen, vars placering på halvön även skulle försvåra en reträtt.

## Slaget
Fransmännen anföll 25 juli och tog sig snabbt genom den första, inte helt färdigställda befästningslinjen. Den andra linjen bjöd större motstånd och tvingade fransmännen till en kort reträtt. När osmanerna som även vid tidigare slag mot fransmännen kom ut för att göra slut på de sårade och stympa de döda såg den franske generalen Joachim Murat en chans att anfalla och drev snabbt tillbaka osmanerna med sitt kavalleri. Murats anfall var så kraftfullt att han nådde ända fram till Mustafas tält, där den osmanske befälhavaren avfyrade en pistol mot honom och sårade honom i käken. Mustafa tillfångatogs efter att Murat avväpnat honom med ett sabelhugg som skar av två fingrar på hans högra hand.

## Följder
Den osmanska armén flydde under panikartade former. Ett stort antal drunknade när de försökte simma ut till de brittiska skeppen utanför kusten, medan andra tog sin tillflykt till ett citadell som kapitulerade några dagar senare. Napoleon själv konstaterade i sin rapport: "Av den fientliga armén har inte en enda man undkommit." I hemlighet lät han efter slaget utrusta två fregatter och återvände till Europa genom en äventyrlig flykt längs den afrikanska kusten.
Nyheten om segern nådde Frankrike innan Bonaparte återvände i oktober och ökade hans popularitet ytterligare, något som skulle visa sig en fördel under de politiska oroligheter som ledde till hans maktövertagande genom brumairekuppen. Slaget säkerställde för en tid den franska kontrollen över Egypten.
De franska förlusterna uppgavs till omkring 600 döda och sårade, medan de osmanska är svårare att uppskatta. Uppgifterna om storleken på den osmanska styrkan varierar mellan 7000 och 18000, och de franska uppskattningarna av de osmanska förlusterna låg mellan 6000 och 9000 som dödades i strid eller drunknade, samt omkring 3000 som togs tillfånga.